# Première Heure
La Première Heure è una casa di produzione cinematografica francese.

## Filmografia della American Empirical Pictures[2]
- Pigalle (1992)
- Charlie and the Doctor (1993)
- Le fils du requin (1993)
- Mirror, Mirror (1996)
- Quadrille (1997) (coproduzione)
- Artemisia. Passione estrema (Artemisia) (1997)
- Angoisse (1998)
- Exercice of Steel (1998) (TV)
- 74 km avec elle (2000) (coproduzione)
- Jacqueline dans ma vitrine (2000)
- Les ombres (2003) (coproduzione)
- Prédateurs domestiques (2003)
- La baguette (2004)
- Vigiles (2005) (coproduzione)
- Orpheus Descending (2006)
- Hotel Chevalier (2007) (in associazione con American Empirical Pictures)
- Voyage d'affaires (2008)
- Citizen versus Kane (2009)
- Un sourire malicieux éclaire son visage (2009) (coproduzione)
- Points de vue (2009)
- The Ear (2009)
- Le petit bestiaire de Yona Friedman (2010)